# Reinhard Hardegen
Reinhard Hardegen (Brema, 18 marzo 1913 – Brema, 9 giugno 2018) è stato un militare e politico tedesco.
Comandante di U-Boot durante la seconda guerra mondiale, affondò 22 navi per un totale di 115 656 tonnellate di stazza, il che fece di lui il 25º comandante tedesco per numero di successi. Fu un ottimo militare, ma un nazista riluttante. Fu prigioniero degli inglesi per un anno. Dopo la guerra tornò a Brema, ove servì in Parlamento per trentadue anni.

## Biografia

### Primi anni
Reinhard Hardegen, fin da bambino, sognò una carriera nella marina militare tedesca. Dopo il diploma, si arruolò nella Reichsmarine come seekadett e navigò per il mondo sull'incrociatore leggero Karlsruhe. Fu poi trasferito nella Marineflieger, l'aviazione navale tedesca nel periodo tra le due guerre mondiali, divenendo pilota di aerei con grado leutnant nel 1936. Quello stesso anno la Marineflieger fu abolita e incorporata nella Luftwaffe. Fu trasferito alla Ubootwaffe.

### La guerra
Servì come primo ufficiale del sottomarino U-124 e successivamente assunse il comando dell'U-147, in attività presso Kiel l'11 dicembre 1940. L'U-147 fu inviato a pattugliare rotte navali alle Ebridi. Durante il pattugliamento, scambiò una cannoniera per una nave mercantile e la colpì con un siluro, che non esplose. Nella confusione successiva l'U-boot fu danneggiato e costretto ad immergersi e a riemergere precipitosamente, non venendo però scoperto dalla cannoniera per la grande oscurità. Il sottomarino aveva i motori danneggiati, ma riuscì a raggiungere ed affondare una nave a vapore norvegese, la Augvald.
Fu rispedito a Kiel, ove ottenne il comando dell'U-123, che condusse presso Lorient. Il 20 giugno 1941 affondò per sbaglio il vascello portoghese (neutrale e filonazista) Ganda, scambiandolo per un naviglio britannico. L'avvenimento fu insabbiato da Karl Dönitz. Nel Nord Atlantico danneggiò l'incrociatore ausiliario RMS Aurania. Il comandante tedesco raccolse un sopravvissuto e lo portò in Francia. Dopo alcune settimane di servizio in Groenlandia, fu richiamato a Lorient.

#### Operazione Paukenschlag
Nel 1936 era rimasto vittima di un grave incidente aereo, che gli aveva provocato diverse ferite interne e accorciato una gamba. Era effettivamente inadatto al servizio su U-Boot, ma era riuscito a non farsi scoprire e a proseguire la carriera. Dönitz se ne accorse, ma avendo bisogno di comandanti esperti per l'operazione Paukenschlag, lo destinò comunque alle acque americane.
Il 23 dicembre 1941 il suo U-123 e altri cinque navigli raggiunsero la costa Est degli USA, spingendosi segretamente fino a New York. Successivamente l'U-123 fu spedito a capo Hatteras per colpire mercantili di passaggio. Il 12 gennaio 1942 affondò il cargo inglese Cyclops e il 14 gennaio si diresse verso il porto di New York, affondando al largo di Long Island la petroliera norvegese Norness.
Il 15 gennaio l'U-123 entrò nel porto di New York, non riuscendo ad affondare alcun naviglio. Mentre si stava allontanando, silurò e affondò la petroliera inglese Coimbra. Si spostò indisturbato lungo la costa e il 19 gennaio affondò tre fregate a capo Hatteras. Poche ore dopo l'episodio, affondò un altro cargo e danneggiò la petroliera Malay, che riuscì però a raggiungere New York. Finiti i siluri, l'U-123 sulla via del ritorno fu attaccato dalla baleniera norvegese Kosmos II.
Il 25 gennaio, utilizzando l'artiglieria fissa di bordo, affondò il cargo inglese Culebra, rimanendo danneggiato dal fuoco di risposta. La stessa notte affondò la petroliera norvegese Pan Norway. I superstiti furono portati in salvo da un mercantile greco per ordine dello stesso Hardegen. Il 9 febbraio l'U-boot tornò a Lorient. Il 2 marzo ripartì per le acque americane. Il 22 marzo affondò la petroliera americana Muskogee e due giorni dopo l'inglese Empire Steel: quest'ultima trasportava gasolio, che prese fuoco incendiando la nave ed uccidendo tutti i membri dell'equipaggio.
Il 27 marzo attaccò la finta nave mercantile americana (Q-ship) Atik, venendo per tutta risposta colpito otto volte prima di riuscire ad affondarla. Durante la battaglia un membro dell'equipaggio dell'U-boot perse la vita. Successivamente il sottomarino tedesco danneggiò la petroliera americana Liebre e affondò la SS Oklahoma (9,264 GRT) e la Esso Baton Rouge (7,989 GRT), entrambe recuperate dalla marina americana e rimesse in servizio. Il 9 aprile affondò la motonave Esparta.
L'11 aprile affondò la SS Gulfamerica, eseguendo una rischiosa manovra per evitare di colpire i curiosi radunatisi sulla spiaggia antistante alla nave. Inseguito dalla cacciatorpediniere USS Dahlgren, l'U-123 fu colpito e danneggiato: con la speranza di sfuggire all'attacco, rimase immobile sul fondo a 20 metri di profondità, valutando se far evacuare il battello. Accortosi che la Dahlgren si stava allontanando, dopo aver atteso in completo silenzio per oltre un'ora, riuscì a far riemergere il sommergibile, benché danneggiato.
Il 13 aprile affondò il cargo SS Leslie e, dopo due ore dall'evento, la motonave svedese Korsholm, al largo di Cape Canaveral. Sulla via del ritorno, affondò il cargo britannico Alcoa Guide. Condusse l'U-boot a Kiel per riparazioni nel suo ultimo viaggio. Hardegen ed Erich Topp furono invitati a cena da Adolf Hitler. Il giovane comandante di Brema redarguì il Führer di non avere puntato abbastanza sugli U-boot e fu richiamato per insolenza da Alfred Jodl.

#### Sulla terraferma
Il 31 luglio 1942 lasciò il comando dell'U-123 e divenne istruttore per futuri comandanti, nonché supervisore tecnico della ricerca di nuovi siluri. Dal febbraio 1945 fu comandante del 6º Reggimento di Fanteria Marina e prese parte a combattimenti vicini a Brema, salvandosi dai Britannici perché ricoverato in ospedale per difterite. Fu nello staff di Dönitz prima di essere arrestato dagli inglesi.

### Dopo la guerra
Dopo un anno di prigionia, tornò a Brema nel novembre 1946 e lavorò come uomo d'affari. Servì inoltre per trentadue anni nel Parlamento di Brema per l'Unione Cristiano-Democratica di Germania.